# Костайница (община)
Община Костайница (на сръбски: Општина Костајница) е разположена в Република Сръбска, част от Босна и Херцеговина. Неин административен център е град Костайница. Общата площ на общината е 85.11 км2. Населението ѝ през 2004 година е 7874 души.